# Овечкін Олександр Петрович
Олександр Петрович Овечкін (8 вересня 1926, Путивль, Сумська область, Україна — 19 червня 1998, Вітебськ) — радянський працівник машинобудівної галузі, генеральний директор Вітебського виробничого об'єднання «Моноліт» імені 60-річчя Великого Жовтня Міністерства електронної промисловості СРСР. Герой Соціалістичної Праці (1986), заслужений працівник промисловості УРСР (1976). Лауреат премії Ради міністрів СРСР (1979). Учасник німецько-радянської війни.

## Біографія
Закінчив Київський політехнічний інститут (1957). Працював на Вітебському заводі радіодеталей «Моноліт» з 1957 року: інженер, начальник лабораторії, начальник ВТК, головний інженер, з 1966 — директор, 1971—1987 рр .. — Генеральний директор Вітебського виробничо-технічного об'єднання «Моноліт».
Указом Президії Верховної Ради СРСР від 8 квітня 1986 року за великий особистий внесок у виконання виробничих завдань 11-ї п'ятирічки удостоєний звання Героя Соціалістичної Праці з врученням ордена Леніна і золотої медалі «Серп і Молот».
Почесний громадянин Вітебська (1987). На будинку, де він жив (д. 1А, вул. Леніна), встановлена меморіальна дошка.